# Monumento histórico de Francia

Logo de los monumentos históricos, que simboliza el laberinto de la catedral de Reims.

Un monumento histórico (en francés: monument historique) en Francia es un monumento o una entidad receptora por decreto (en francés: arrêté) de un estatus jurídico destinado a protegerlo, en razón de su interés histórico, artístico o arquitectónico. Hay dos niveles de protección y un monumento como tal puede ser «clasificado» (classé) o «inscrito» (inscrit); la inscripción (conocida hasta 2005 como «à l' inventaire supplémentaire des monuments historiques») protege bienes con un notable interés a escala regional, a diferencia de la clasificación, que protege los monumentos que presentan un interés notable a escala nacional, y que por lo tanto constituye el más alto nivel de protección. En el caso de los bienes inmuebles, en la orden de protección se enumeran las partes del edificio que están protegidas, a menos que lo sea por completo (tanto los elementos exteriores e interiores), así como sus alrededores.
La expresión «monumentos históricos» (Monuments historiques), en singular y en plural, designa a veces impropiamente un monumento con un carácter especial o de estilo antiguo, a pesar de que el elemento no esté protegido. En Francia, esa expresión también se refiere, por metonimia, a los servicios responsables de la identificación, protección y vigilancia de los monumentos: el servicio regional del inventario (service régional de l'inventaire), la conservación regional de los monumentos históricos (conservation régionale des monuments historiques) y el servicio territorial de arquitectura y del patrimonio (service territorial de l'architecture et du patrimoine), en los que trabajan los arquitectos de los edificios de Francia (architectes des bâtiments de France o ABF).
En 2012, había en Francia 44 236 monumentos históricos, según la base Mérimée (lista Open-data publicada en 2013) y alrededor de 260 000 objetos mobiliarios monumentos históricos.
Se trata del equivalente al de Bien de interés cultural en España.

## Presentación
El concepto de monumento histórico, impulsado tanto por las ideas de la Revolución Francesa como las del Romanticismo, condujo a una política de protección establecida por la Monarquía de Julio. Se trataba de un reconocimiento del interés público por los inmuebles (edificios, jardines y parques, reservas arqueológicas, etc.), que concernía más concretamente al arte y a la historia relacionadas con el monumento, y que se constituía en una servidumbre de utilidad pública.
Hay dos niveles de protección: la «inscripción a título de los monumentos históricos» (anteriormente conocidas como «inscripción en el inventario suplementario de los monumentos históricos»), para los muebles e inmuebles que presentan un interés a escala regionales y la «clasificación a título de los monumentos históricos», a un interés de nivel nacional. Comúnmente, se dice de un bien, en el primer caso, que está «inscrito», y, en el segundo, que está «clasificado».
Ambas protecciones pueden ser aplicadas a objetos muebles (ya sean realmente muebles o inmuebles por destino) que presenten un interés histórico, artístico, técnico, etc., bajo la apelación de «clasificación a título objeto» (classement au titre objet) o (más raramente) de «inscripción a título objeto» (inscription au titre objet), así como para la recensión.

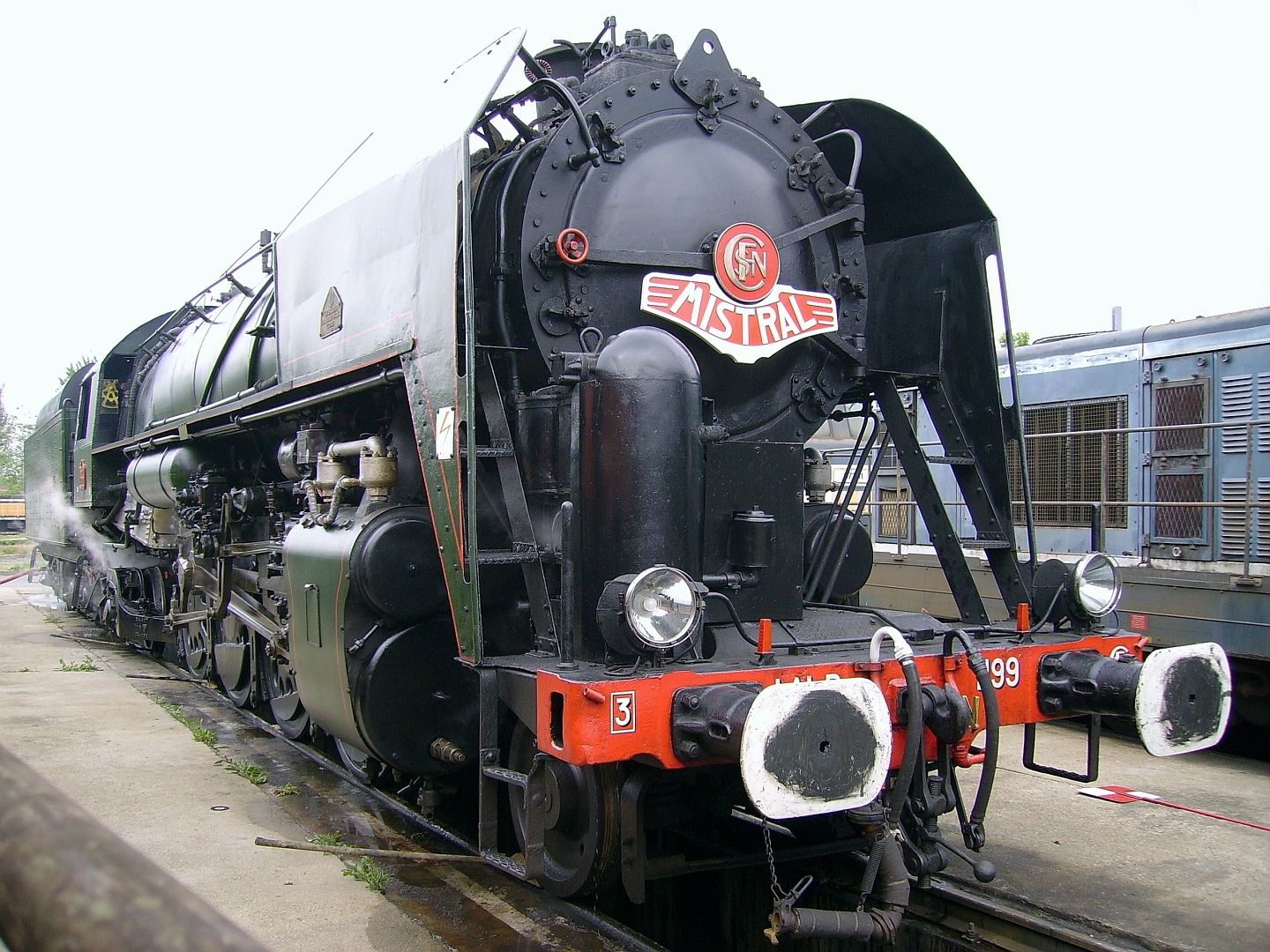
A pesar de su tamaño, la locomotora de vapor 141 R 1199 esta clasificada a título de objeto, como pueden estar los barcos.

Durante largo tiempo sometidos a las disposiciones de la ley de 31 de diciembre de 1913, la clasificación y la inscripción se rigen ahora por el Título II del libro VI del Código de patrimonio (code du patrimoine) y el procedimiento puede tomar de 15 a 18 meses (parte legislativa y parte reglamentaria).
Desde un punto de vista legal, esta protección constituye una etiqueta oficial francesa (label officiel français).

## Historia

### Premisas y génesis
Los bienes nacionales, constituidos a partir de la nacionalización de los bienes del clero (Decreto de los bienes del clero puestos a disposición de la Nación (décret des biens du clergé mis à la disposition de la Nation), de 2 de noviembre de 1789), de los de los emigrantes (decreto de 9 de noviembre de 1791 y de los de la Corona de Francia (decreto de 10 de agosto de 1792) tuvieron suerte dispar. Algunos fueron entregados a la venganza popular, engendrando la noción de vandalismo inventada por el abad Grégoire (Informe presentado a la Convención el 31 de agosto de 1794 sobre «las destrucciones causadas por el vandalismo y los medios de recuperarlas» («les destructions opérées par le vandalisme et les moyens de les récupérer») otros fueron conservados por el Estado y cambiaron de funciones (prisiones como Maguelone, Clairvaux, Le Mont-Saint-Michel), aunque la mayor parte fue vendida a particulares, que a menudo sirvieron como cantera de materiales de construcción y han desaparecido (abadía de Cluny, castillo de la abadía de Vézelay, etc.).
En 1790, Aubin-Louis Millin habló por primera vez de «monumento histórico» en un informe depositado en la Asamblea Nacional Constituyente de 1789, en ocasión de la demolición de la Bastilla. «Monumento histórico» se convirtió en un símbolo de la prerrevolución, del Ancien Régime. La idea de conservar un testimonio del Antiguo Régimen circuló y la Constituyente, bajo el impulso de Talleyrand, adoptó el 13 de octubre de 1790 un decreto que constituyó la Comisión de los monumentos, cuya función era estudiar «la suerte de los monumentos, de las artes y de las ciencias» («le sort des monuments, des arts et des sciences»). En 1791 Alexandre Lenoir fue designado para crear el museo de los monumentos franceses (musée des monuments français), luego inaugurado en 1795, en el que se reunieron los fragmentos de arquitectura que se lograron salvar. Pero este museo fue cerrado por Luis XVIII por orden de 24 de abril de 1816 tras el regreso de la monarquía, durante la Restauración, y sus colecciones debieron ser devueltas «aux familles et aux Églises» y se dispersaron.
El vandalismo causó reacciones, especialmente románticas (de Chateaubriand o Victor Hugo, que publicó en 1825 un panfleto: Guerre aux démolisseurs). La salvaguarda pasaba por un trabajo de inventario: desde 1795 el consejo de los edificios civiles (conseil des bâtiments civils) completó el inventario de los castillos que Luis XVI había comenzado; en 1820, el barón Taylor y Charles Nodier publicaron sus Voyages pittoresques et romantiques dans l'ancienne France [Viajes pintorescos y románticos en la antigua Francia], en el momento en que se constituían las primeras sociedades arqueológicas.

### El nacimiento de los «Monumentos históricos»

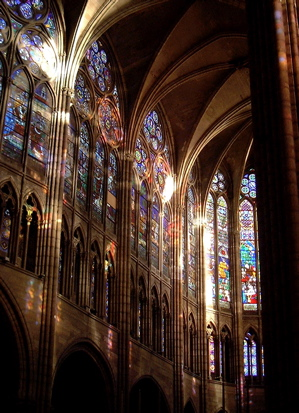
La basílica de Saint-Denis fue uno de los primeros monumentos clasificado monumento histórico.

En 1819, por primera vez, el presupuesto del Ministerio del Interior contó con una línea de «monumentos históricos», repartiéndose una quincena la edificios la suma de 80 000 francos. Bajo la Monarquía de Julio, el 21 de octubre de 1830, el ministro del Interior, François Guizot propuso en un informe presentado al rey Louis-Philippe la creación del cargo de inspector de monumentos históricos, que atribuyó a Ludovic Vitet el 25 de noviembre, y después, el 27 de mayo de 1834, a Prosper Mérimée. La misión del inspector de los monumentos históricos era clasificar los edificios y repartir los créditos de mantenimiento y restauración. El 29 de septiembre de 1837 el ministro del Interior, el conde de Montalivet, instituyó la comisión de los monumentos históricos, sucediendo al comité de las Artes. Compuesta por siete benévolos y presidida por Jean Vatout, director de los Monumentos públicos, hizo una tarea de inventario, de clasificación (una clasificación basada primero en consideraciones políticas y, después de 1835, por el interés histórico y desde 1841 por la calidad arquitectónica) y de la signación de créditos. También fue responsable de la formación de los arquitectos que intervendrían en los monumentos (empezando por Eugène Viollet-le-Duc).
En 1840, la Comisión publicó su primera lista que tenía 1082 monumentos históricos, de ellos 934 edificios. La lista estaba integrada únicamente por monumentos prehistóricos y edificaciones antiguas y medievales (desde el siglo V al XVI), siendo la mayoría edificios religiosos, aunque también había algunos objetos (como el Tapiz de Bayeux). Todos eran propiedad del Estado, de los departamentos o de las comunas, cuya conservación requería un trabajo (y por lo tanto, de créditos).
Posteriormente, la comisión continuó su trabajo de inventario, los monumentos históricos aumentaron en número y el alcance de la protección se amplió en tres direcciones: cronológica, categórica (hacia la arquitectura vernácula) y tipológica o conceptual (se busca proteger una edificación que represente cada tipo, el typicum, y más especialmente el unicum). Así, en 1851, la Comisión creó la Misión Heliográfica, encargada de fotografiar los monumentos franceses. Sin embargo, las autoridades locales, la Iglesia y el ejército fueron reacios a reconocer las prerrogativas del Estado sobre su patrimonio y la clasificación de los monumentos de los propietarios privados exigía de su consentimiento: estos frenos explican que el número de monumentos clasificados anualmente pasase de los 1082 en 1848 a 1563 en 1873.

### Desarrollo y apertura
La ley de 30 de marzo de 1887 para la conservación de los monumentos históricos fijó por primera vez los criterios y el procedimiento de clasificación. También tenía igualmente disposiciones que instituían el cuerpo de arquitectos en jefe de los monumentos históricos (architectes en chef des monuments historiques, ACMH, inspirándose en la situación de los arquitectos diocesanos y sustituyendo gradualmente a los arquitectos locales), instaurados por el decreto de 26 de enero de 1892. En 1893 se celebró el primer concurso de plazas de ACMH, y en 1907, finalmente un decreto fijó su estatuto.
Propuesta por el ministro de Instrucción pública Aristide Briand, la ley de 21 de abril de 1906 sobre la protección de los sitios y monumentos naturales de carácter artístico resultó de las medidas adoptadas, entre otros, por la Sociedad de amigos de los árboles (Société des amis des arbres, fundada en 1898), el Club alpino francés (Club alpin français), la Sociedad para la protección del paisaje y la estética de Francia (Société pour la protection des paysages et de l'esthétique de la France) y el Touring club de Francia que se oponían a los efectos de la industrialización. La ley estableció el principio de la clasificación de los sitios naturales pintorescos (sites naturels pittoresques).

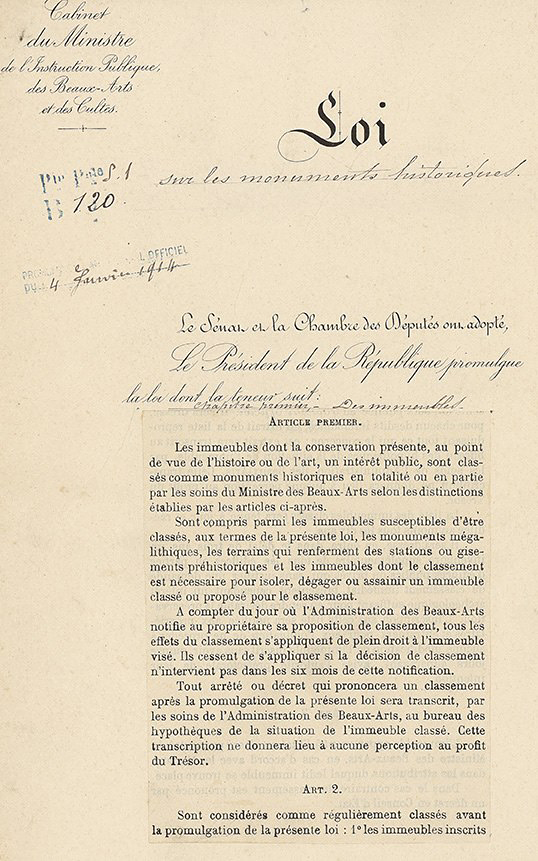
Ley 31 de diciembre de 1913 sobre los Monumentos históricos Archivos nacionales A/1975 sur les Monuments historiques Archives nationales.

En la ley de separación de la Iglesia y el Estado (Loi de séparation des Églises et de l'État) de 1905, las colectividades y el Estado tenían la responsabilidad de los edificios religiosos, pero algunas comunas se negaron a hacerse cargo de algunos de estos edificios que no consideraban como de «interés nacional», mientras que otras no dudaron en vender su patrimonio en subastas, lo que causó escándalo y reveló las debilidades de la legislación de 1887. La ley de 31 de diciembre de 1913 sobre los monumentos históricos completó y mejoró las disposiciones de la ley de 1887, con la ampliación del alcance de la protección de los criterios de clasificación (bienes cuya conservación respondía no solamente a la noción de «interés nacional» si no de «interés público» que tenía en cuenta también el pequeño patrimonio local; clasificación extendida a la propiedad privada sin necesidad del consentimiento del propietario; previsión como inscripción en el inventario suplementario), definiendo las intervenciones obligatorias, el establecimiento de sanciones penales y civiles cuando se trabajase en los monumentos sin autorización, etc. Ese mismo año, los monumentos históricos aceptaron cuatro castillos posteriores a la Edad Media: Luxemburgo, Versailles, Maisons-Laffitte y Louvre. Al final de 1911, más de 4000 edificios y 14 000 objetos ya estaban clasificados.
Durante los años 1920 y 1930, la clasificación se abrió al patrimonio privado, lo que se consideró como una privación de la propiedad (ver sobre esto las Salinas Reales de Arc-et-Senans en 1926). También se abrió al Renacimiento y a la época clásica, es decir, al siglo XVI y el siglo XVIII (por ejemplo, la iglesia de Santa Genoveva en París en 1920). También se aceptó tímidamente la arquitectura ecléctica: clasificación en 1923 de la Opéra Garnier. Después de la Primera Guerra Mundial, con el abandono de sitios por los militares, la arquitectura militar del Renacimiento y de la edad clásica comenzó a ser clasificada. Fue al final de este periodo, en 1925, cuando se inventarió por vez primera en una especie de segundo orden de importancia: la «inscripción en el inventario suplementario de los monumentos históricos» («inscription à l'inventaire supplémentaire des monuments historiques»), que se convirtió en 2005 en la «inscripción en el título de los monumentos históricos» («inscription au titre des monuments historiques»).

### Extensión y evolución de las protecciones

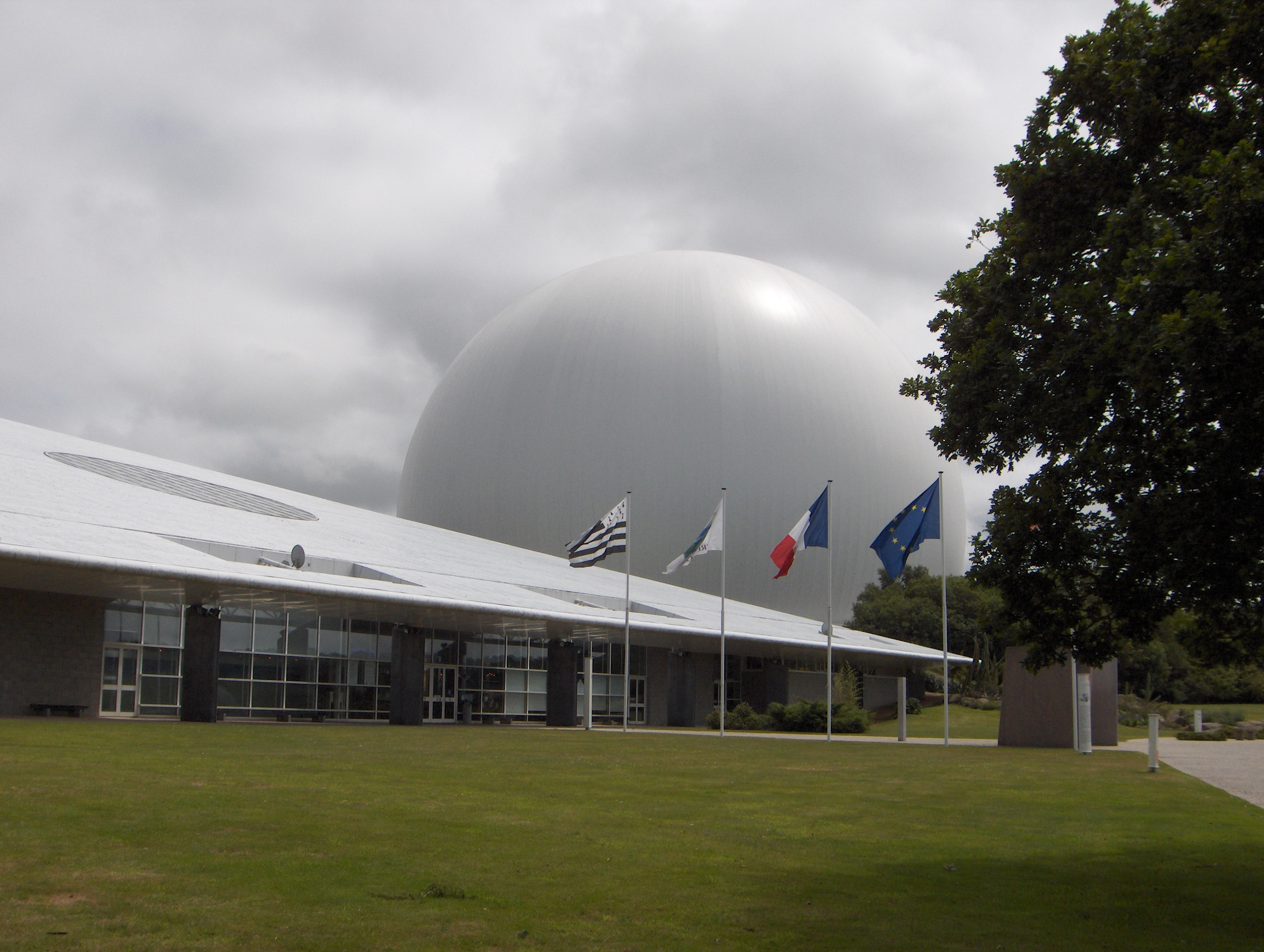
La cúpula central del centro de telecomunicaciones espacial de Pleumeur-Bodou fue clasificada en 2000 en el título de los monumentos históricos y siguiendo el Label «Patrimoine du XXesiècle».

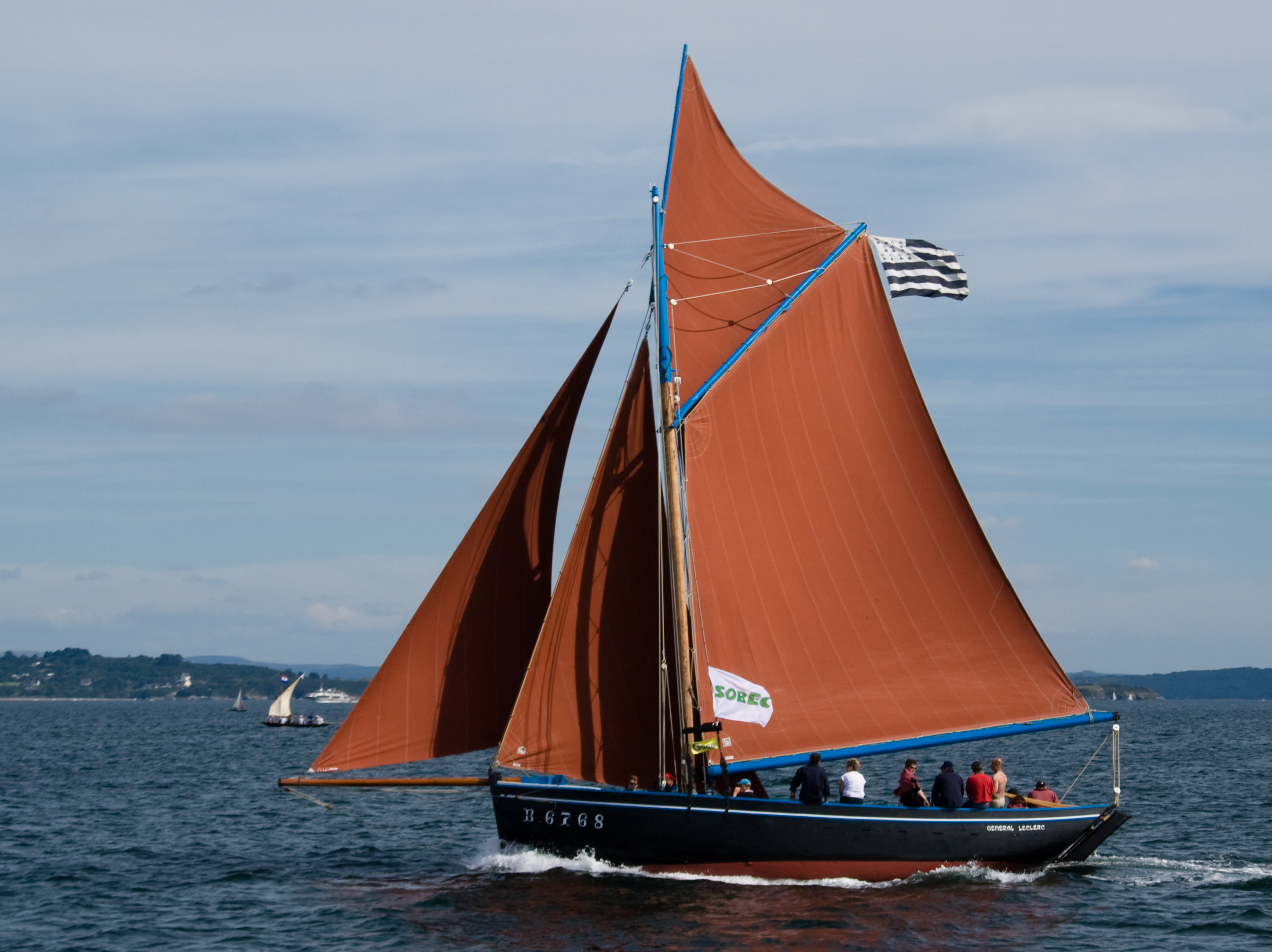
El Général Leclerc, sloop coquillier de Brest, clasificado como monumento histórico en 2005.

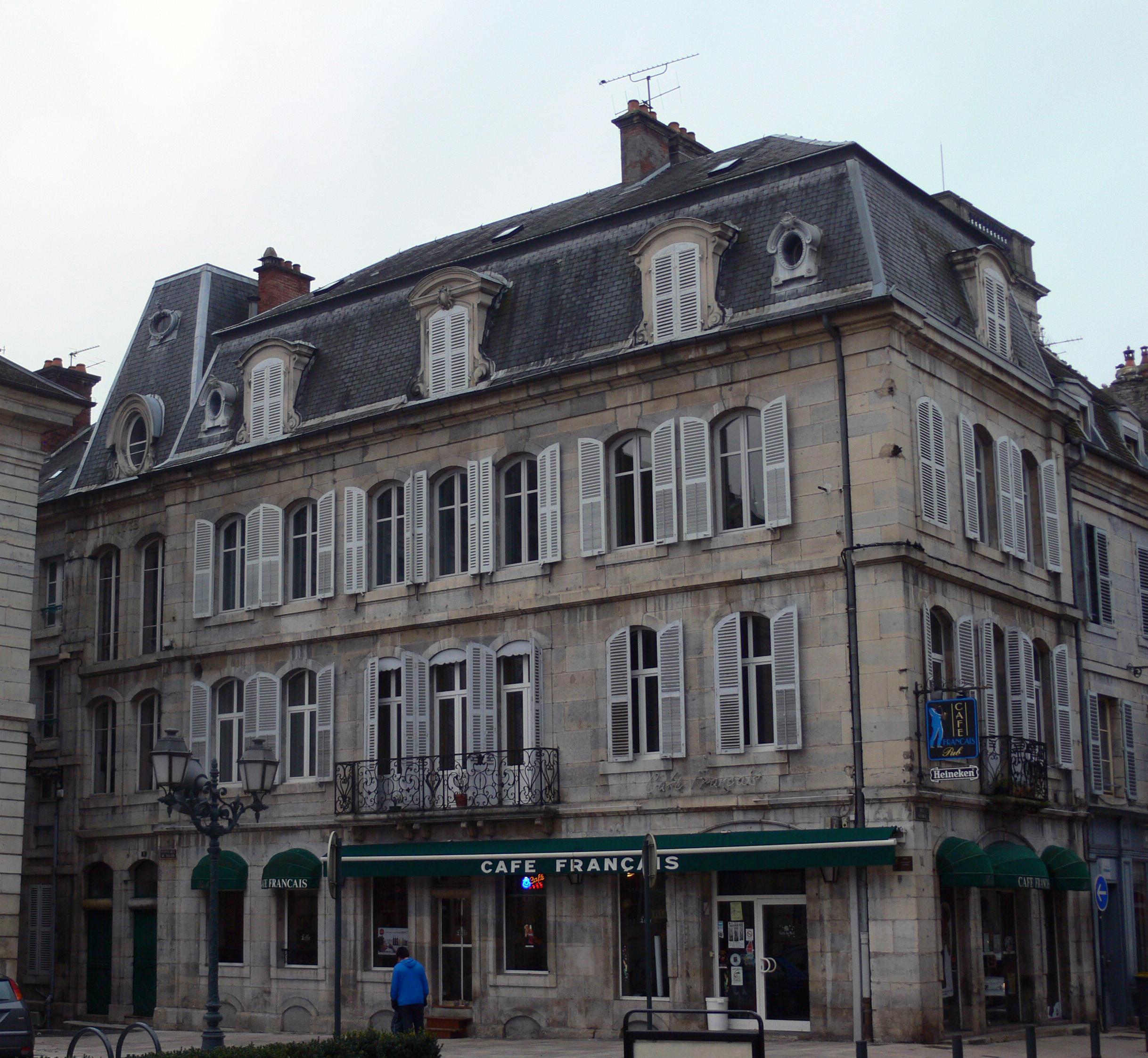
L'Hôtel Pétremand de Vesoul

La ley de 2 de mayo de 1930, que sustituyó a la de 1906, tendió a adaptar los procedimientos de clasificación de los monumentos construidos de una parte, y los de los sitios y áreas naturales de otra, creando la categoría de «sitio clasificado y sitioinscrito» («site classé et site inscrit»). También introdujo la posibilidad de clasificar como sitio una zona situada en las proximidades de un edificio clasificado o inscrito. La protección de los sitios naturales clasificados se rige actualmente por el Código de Medio Ambiente (code de l'environnement).
La ley de 25 de febrero de 1943, que modificaba la ley 31 de diciembre de 1913, precisó dichas disposiciones mediante la introducción de un campo de visibilidad de 500 m. La ley de 1943 consideraba que un monumento es también la impresión que procura su entorno. Es por eso que la ley exigió una forma de vigilancia de los proyectos de obras en el campo de visión de los monumentos históricos. Muchas clasificaciones se operaron durante la Ocupación, a fin de evitar la destrucción por las fuerzas de ocupación, y también para dar trabajo a los responsables de las protecciones, de modo que escapasen del servicio de trabajo obligatorio en Alemania.
Después de la Segunda Guerra Mundial y de las destrucciones masivas causadas por los bombardeos alemanes de 1940 y de los aliados de 1944 y 1945, y tras el boom económico de los Trente Glorieuses en el que se continuó la destrucción para reconstruir de nuevo, la protección, en reacción, cambió de escala. El 4 de octubre de 1962, André Malraux hizo aprobar una ley (conocida como ley Malraux) sobre los sectores salvaguardados que protegía partes de las ciudades y creó por el decreto de 4 de marzo de 1964 el «servicio del inventario general de los monumentos y de las riquezas artísticas de Francia», que no inventaría solamente los monumentos históricos. Paralelamente, los monumentos históricos se abrieron a la arquitectura civil de los siglos XVI al XVIII, a la arquitectura vernácula y naïve con el palais idéal du facteur Cheval en 1969, y a la arquitectura monumental de los siglos XIX y XX. Así se inscribieron o clasificaron:
- la Torre Eiffel (1887-1889), inscrita en 1964;
- la Villa Savoye (1929-1931), clasificada en 1965;
- la capilla Notre Dame du Haut en Ronchamp (1950-1955), inscrita en 1965 y después clasificada en 1967;
- la Iglesia de Nuestra Señora (Le Raincy) (1922-1923), clasificada en 1966;
- la Villa Stein (1927-1928), inscrita en 1975;
- la Ciudad radiante de Marsella (1945-1952), clasificada en 1995;
- la Iglesia del Sagrado Corazón de Audincourt (1949-1951), clasificada en 1996;
- la Iglesia de Nuestra Señora de Gracia del All-Assy, clasificada en 2004.

La arquitectura metálica tardó en ser reconocida y clasificada: Les Halles de Victor Baltard fueron destruidas entre 1971 y 1973 (un solo pabellón había sido clasificado y se volvió a montar en Nogent-sur-Marne, en 1977, fuera de su contexto original) y la biblioteca de Santa Genoveva de Henri Labrouste tuvo que esperar a 1988 para ser clasificada.
Los archivos han sido clasificados al título de los «monumentos históricos» hasta la aprobación de la ley de 1979 sobre los archivos, que instauró un régimen específico (actualmente codificado en el Libro II del Código del patrimonio), que se inspira mucho en el régimen de los monumentos históricos.
Desde finales de 1980 y principios de 1990 se vio el comienzo de la protección del patrimonio industrial, tanto arquitectónico (el molino de la chocolateria Menier de Jules Saulnier en Noisiel fue clasificado en 1992) como las máquinas (la collection Schlumpf se clasificó en 1978 para evitar su dispersión). Al mismo tiempo, la misión del patrimonio marítimo y fluvial, con la clasificación de faros, balizas y grúas fluviales, y después de los propios barcos (el primero fue el Duchesse Anne de tres mástiles en 1982, con la gabarra Mad-Atao), etc. (ver en la Wikipedia en francés Liste des bateaux français classés aux Monuments historiques)
También están protegidos los lugares testimonio de la historia: la casa natal de Juana de Arco (clasificada desde 1840) o la de Napoleón, el muro de los Federados, Oradour-sur-Glane (clasificado el 10 de mayo de 1946), etc., los jardines: alrededor de 1920 se clasifican los parques de Versalles y de Fontainebleau y el de Azay-le-Rideau hacia 1930.
Otros monumentos, que reflejan el estilo Art Nouveau francés (movimiento de la Escuela de Nancy) también se clasificaron en la década de 1990, principalmente en Nancy. Para acentuar esta visibilidad se estableció en 1999 la etiqueta de «Patrimonio del siglo XX», asignada automáticamente a todos los monumentos históricos construidos durante el siglo XX y también a los edificios presentes en ZPPAUP (Zone de protection du patrimoine architectural, urbain et paysager) o propuestos por la Comisión Regional patrimonio y sitios (Commission régionale du patrimoine et des sites).
la denominación «inventario suplementario de monumentos históricos» (inventaire supplémentaire des monuments historiques ) se sustituyó por «Inscripción en el título de los Monumentos Históricos» (inscription au titre des Monuments historiques ) en 2005.

## Reparto histórico y estadísticas

Densidad de edificios monumentos históricos, sin considerar objetos muebles, por departamento y 100 km2.

El 31 de diciembre de 2008, había 43 180 monumentos distribuidos de la siguiente manera: 14 367 clasificados y 28 813 inscritos como monumentos históricos, 323 más en comparación con 2007. Actualmente, los fondos asignados por el ministerio de la Cultura (Francia) están descentralizadas en el DRAC (Direction régionale des Affaires culturelles) o son gestionados por el «Operador del patrimonio y de los proyectos inmobiliarios de la cultura» (Opérateur du patrimoine et des projets immobiliers de la culture).
Por época, en 2008, un 3,7% correspondían a monumentos protohistóricos y prehistóricos, un 1,7% a antigüedades, un 32,8% a la Edad Media, un 45,4% a los tiempos modernos y un 16,4% a bienes actuales. Un tercio de los monumentos históricos son de arquitectura doméstica, el 29,6% son edificios religiosos, y casi la mitad (49,4%) son de propiedad privada.
Dado el fuerte aumento en el número de monumentos históricos, algunos autores como Françoise Choay consideran que el monumento se convirtió en una especie de síndrome de Noé: el Estado continua inscribiendo monumentos históricos en mayor cantidad de los que realmente se puede ocupar.

### Estadísticas
Los siguientes gráficos resumen el número de clasificaciones e inscripciones a título de monumentos históricos por década desde 1840.

## Procedimiento de clasificación o inscripción

### Propuesta de protección
La solicitud de clasificación puede ser propuesta por cualquier actor público (Service territorial de l'architecture et du patrimoine, Service régional de l'inventaire, etc.) o particular (asociaciones de conservación del patrimonio o propietarios de un edificio, por ejemplo), por el arquitecto de edificaciones de Francia (architecte des bâtiments de France) territorialmente competente o de la Conservación regional de los Monumentos Históricos (Conservation régionale des Monuments historiques) adjunto a la Dirección regional de Asuntos Culturales Direction régionale des Affaires culturelles). En el marco de los inmuebles u objetos que requieren un estudio arqueológico o encontrados durante las excavaciones, el Servicio regional de la arqueología (Service régional de l’archéologie) puede instruir el dossier.
El dossier de solicitud de protección estará constituido generalmente por los estudios documentales de Conservación regional de los Monumentos Históricos. El dossier debe incluir una sección documental con información detallada sobre el edificio (historia, situación urbana, legal, etc.) y documentos fotográficos y cartográficos. También incluirá el consejo del arquitecto en jefe de los monumentos históricos, el arquitecto de los edificios de Francia y el Conservador regional de los Monumentos Históricos.

## Consecuencias de la clasificación o inscripción
Para cualquier transformación del edificio o objeto clasificado, los propietarios deben solicitar la autorización al prefecto al menos cuatro meses antes del comienzo de los trabajos indicando los detalles del trabajo a realizar.
No podrá ser transferido (vendido, legado, cedido ...) sin informar previamente al ministro. El nuevo propietario debe ser informado, antes de la venta, de la clasificación o inscripción.
Del mismo modo, ningún edificio nuevo puede adosarse al edificio protegido sin la aprobación previa del Ministro.
A cambio, el mantenimiento es financiado en parte por el Estado y los propietarios pueden disfrutar de una exención de impuestos.

### Mantenimiento y restauración de monumentos históricos
Los trabajos de mantenimiento, reparación y restauración pueden beneficiarse de una participación financiera del Estado que no excluyen otras ayudas que otras colectividades pueden dar al propietario del proyecto. Los trabajos autorizados en una propiedad inscrita se hacen por el propietario con el concurso del arquitecto y las empresas de su elección. Estos, a título de la conservación del edificio, pueden beneficiarse de una participación financiera estatal limitada al 40% del montante total.
Los trabajos autorizados en un edificio clasificado o inscrito se ejecutan bajo el control de la administración. Cuando el propietario, cesionario, mandatario o cualquier persona con un título que le autorice a realizar trabajos, informe al prefecto regional de su intención de realizar un proyecto de trabajos en un edificio, objeto u órgano protegido, el prefecto regional pondrá a su disposición los conocimientos de que disponga sobre la propiedad de que se trate e indicará las restricciones reglamentarias, arquitectónicas y de ingeniería que el proyecto debe cumplir. Es desable una cita con el arquitecto de edificios en Francia antes de presentar la solicitud. Si se trata de obras sobre un bien clasificado, el prefecto regional le indicara, dependiendo de la naturaleza, importancia y complejidad de la obra propuesta, los estudios científicos y técnicos que deberán de realizados antes de determinar el programa operativo.
Desde el decreto de 22 de junio de 2009, relativo a la gestión de proyectos en inmuebles clasificados como monumentos históricos, el servicio de los Monumentos Históricos no se ocupará de la dirección de obra: cuando los trabajos de restauración deban de ser obligatoriamente realizados por el ACMH territorialmente competente y los trabajos de mantenimiento por el arquitecto de edificios de Francia (architecte des bâtiments de France, ABF) (con una frontera muy borrosa, sabiendo que el ABF era gratuito), el Estado ha suprimido el uso de la administración (excepto para sus propios bienes). Por lo tanto, todos los arquitectos (en su mayoría arquitectos llamados "del patrimonio", es decir, diplomados con una formación complementaria: ya sea efectuada por el centro de altos estudios de Chaillot ya sea el diploma de especialización en arquitectura y patrimonio de la École nationale supérieure d'architecture de Paris Belleville) tienen derecho a intervenir en la conservación y restauración del monumento, en virtud del artículo R. 621-28 del Código del Patrimonio.
En caso de licitación infructuosa, el ACMH y el ABF podrán ser designados como directores de obra. Pueden apelar a una asociación de restauración de monumentos que luego implemente la rehabilitación del patrimonio clasificado mediante acciones concretas (albañilería, talla de piedra, visitas guiadas ...) realizadas por voluntarios.
Para los monumentos históricos inscritos, el concurso de un arquitecto es obligatorio. Todos los trabajos deben estar sujeto a un permiso de construcción (incluso aquellos sujetos a declaración previa): el reemplazo de persianas, por tanto, deben estar sujetas a un permiso de construcción.
El importe de la posible participación del Estado se determina por la naturaleza de su protección (inscrito o clasificado) «teniendo en cuenta las características particulares del inmueble, de su estado actual, de la naturaleza de los trabajos proyectados, y, finalmente, de los esfuerzos hechos por el propietario o cualquier otra persona interesada en la conservación del monument» («en tenant compte des caractéristiques particulières de cet immeuble, de son état actuel, de la nature des travaux projetés, et enfin des efforts consentis par le propriétaire ou toute autre personne intéressée à la conservation du monument»). Los trabajos que quedan a cargo del propietario pueden ser compensados por ventajas fiscales.

### Consecuencias en el entorno
Considerando que el valor patrimonial y las comodidades de un monumento es también «l’impression» que ofrecen sus alrededores, la ley de 1943, modificada por el artículo 40 de la ley SRU (loi relative à la solidarité et au renouvellement urbains) de diciembre de 2000, impone una forma de vigilancia de los proyectos de obras en el «champ de visibilité» de los monumentos históricos.
Proteger la relación entre un edificio y su entorno consiste, según los casos, en garantizar la calidad de las intervenciones (fachadas, tejados, materiales), en el cuidado del tratamiento de suelos, del mobiliario urbano y del alumbrado o en prohibir nuevas construcciones cerca del monumento. La servidumbre de protección del entorno opera de forma automática tan pronto como un edificio se clasifica o inscribe. Cualquier cambio en el aspecto exterior de los inmuebles, las construcciones nuevas, y también las intervenciones en espacios exteriores deben ser autorizadas por el Arquitecto de los edificios de Francia (ABF). La publicidad y señalización también están bajo su control.
Se considera que se encuentra situado en las proximidades de un monumento histórico todo edificio situado en el campo de covisibilidad del mismo (ya sea clasificado o inscrito).
Cuando un inmueble se encuentre en el campo de visión de un edificio protegido como monumento histórico, no podrá ser objeto, tanto por parte de los propietarios particulares como de las autoridades e instituciones públicas, de ninguna nueva construcción, demolición, deforestación, alteración o modificación que pueda alterar la apariencia sin autorización previa.
La covisibilidad significa que la construcción es visible desde el monumento, o que desde un punto de vista los dos edificios son visibles juntos, sea dentro de 500 m, a contar desde la base del elemento protegido. Desde la ley SRU, el alcance de la protección puede ser modificado (ampliado o reducido), a propuesta del arquitecto de edificios de Francia, con el acuerdo del consejo municipal. Por lo tanto cualquier paisaje o edificio en este campo está sujeto a regulaciones específicas en caso de cambio. Cualquier construcción, restauración, destrucción proyectada en esta campo de visibilidad deben obtener la aprobación previa del arquitecto de edificios de Francia (consejo favorable, es decir, que el alcalde está obligado a seguir el consejo del arquitecto de los edificios de Francia), o de una simple notificación si no hay co-visibilidad (el permiso del alcalde no está ligado con el del arquitecto de los edificios de Francia).

## El logotipo

Dibujo del laberinto de la catedral de Reims.

Inspirado por el laberinto de la catedral de Reims, el logotipo que designa los monumentos históricos se puede fijar en cada monumento objeto de protección. La explotación comercial de este logotipo fue confiada por el Ministerio de Cultura a la unión de asociaciones de REMPART, que gestiona la fabricación de paneles unificados y las condiciones de uso del logotipo en todos los soportes que no sean de papel.

### Anexo: legislación
- Ley de 31 de diciembre de 1913 sobre los monumentos históricos (Loi sur les monuments historiques).
- Ley de 25 de febrero de 1943 que instituye la servidumbre en beneficio de los monumentos históricos.
- Ley de 7 de enero de 1983 relativa a los ZPPAUP (Zona de Protección del Patrimonio Arquitectónico, Urbano y Paisajístico).
- Ley de 28 de febrero de 1997 relativa a la instrucción de autorizaciones de trabajo en las zonas visibles de edificios clasificados o inscritos en sectores protegidos.
- Decreto de 5 de febrero de 1999 relativo a la comisión regional del patrimonio y sitios protegidos y a la autorización de ciertos trabajos.
- Decreto n° 2007-487 de 30 de marzo de 2007 relativo a los monumentos históricos y las zonas de protección del patrimonio arquitectónico, urbano y paisajístico.